# Chambre des fonctionnaires et employés publics
La Chambre des fonctionnaires et employés publics ou CHFEP (en luxembourgeois : Staatsbeamtekummer) est une chambre professionnelle responsable de la représentation des fonctionnaires et salariés du secteur public au Luxembourg.

## Historique
Si la loi du 4 avril 1924 portant « création de chambres professionnelles à base élective » instaure les chambres professionnelles au grand-duché, il faut attendre la loi du 12 février 1964 pour que le secteur public se dote de sa propre chambre.

## Organisation
Liste des présidents :
- 1965-1970	: Paul Schroeder
- 1970-1990 : Félix Haas
- 1990-2000 : Joseph Daleiden (lb)
- 2000-2015 : Emil Haag (lb)
- Depuis 2015 : Romain Wolff (lb)